# Alcohorexia
Alcohorexia (o ebriorexia) es un coloquialismo relativo a inaniciones autoimpuestas o a darse atracones y subsecuente vómito (de la comida), combinada con abuso de alcohol. Generalmente, el término se utiliza para denotar el uso de métodos de control de peso extremos (como la inanición antedicha o la práctica de la bulimia) como recurso para compensar un previsto abuso de alcohol.

## Relación entre el consumo excesivo de alcohol y los trastornos alimentarios
Los estudios revelan que las personas que padecen un trastorno alimentario tienen un mayor riesgo de desarrollar trastornos por consumo de sustancias.Se informa que hasta la mitad de las personas con trastornos alimentarios abusan del alcohol o de sustancias ilícitas, siendo la anorexia y la bulimia los trastornos más comúnmente relacionados con el consumo de sustancias. La Asociación Nacional de Anorexia Nerviosa y Trastornos Asociados informa que el 72% de las mujeres que admiten un consumo inapropiado de alcohol también se clasifican como personas que padecen un trastorno alimentario.

## Síntomas
La alcohorexia consta de tres aspectos principales: consumo o abuso de alcohol, restricción de la ingesta de alimentos y actividad física excesiva.Se suele resumir en las siguientes actividades:
- Contar la ingesta calórica diaria (comúnmente conocida como "conteo de calorías") para asegurarse de no ganar peso al consumir alcohol.
- Saltarse comidas para conservar calorías y consumir bebidas alcohólicas.
- Hacer ejercicio en exceso para compensar las calorías consumidas a partir de bebidas alcohólicas.
- Consumir una cantidad extrema de alcohol para vomitar los alimentos ingeridos previamente.[6]

## Tratamiento
La alcohorexia no es un trastorno diagnosticado médicamente, por lo que no existe un tratamiento específico. Sin embargo, como la alcohorexia es una combinación de dos trastornos diferentes, el consumo excesivo de alcohol y los trastornos alimentarios como la anorexia y la bulimia, el tratamiento debe abordar ambos.

## Efectos
La combinación de inanición y consumo excesivo de alcohol puede provocar una serie de consecuencias físicas y psicológicas. Beber en estado de desnutrición puede predisponer a las personas a sufrir una mayor tasa de desmayos, intoxicación etílica, lesiones relacionadas con el alcohol, violencia o enfermedad. Beber con el estómago vacío permite que el etanol llegue al sistema sanguíneo más rápidamente y aumenta el contenido de alcohol en sangre a una velocidad peligrosa, lo que puede hacer que el bebedor sea más vulnerable a los daños cerebrales relacionados con el alcohol. Además, el consumo excesivo de alcohol puede tener un impacto perjudicial en la hidratación y la retención de minerales y nutrientes, lo que exacerba las consecuencias de la desnutrición y compromete las facultades cognitivas de una persona. Estos efectos son más pronunciados en las mujeres, ya que las mujeres suelen metabolizar el alcohol más lentamente que los hombres.

## Poblaciones en riesgo
Se ha descubierto que la borrachera es más común entre los estudiantes universitarios, ya que se enfrentan a la presión conflictiva de beber mucho y mantener un físico delgado. Se dice que los estudiantes universitarios de primer año están especialmente predispuestos a los trastornos alimentarios como un intento de evitar el legendario "peso de estudiante de primer año", definido como el aumento de peso que resulta de la adaptación a un estilo de vida universitario.
La Asociación Nacional de Trastornos Alimentarios reveló que aproximadamente el 20% de los estudiantes universitarios de ambos sexos admitieron haber sufrido un trastorno alimentario en algún momento de su vida. Además, un estudio de 2002 informó que el 70% de los estudiantes universitarios participantes informaron haber consumido alcohol durante el mes anterior y el 40% habían bebido en exceso.
En una encuesta realizada en 2013, se observó a 107 estudiantes universitarias para estudiar la frecuencia y la correlación de los vómitos autoinducidos después de consumir alcohol. Los resultados mostraron que el 59,8 % de las participantes que informaron haber bebido alcohol también parecían haber tenido vómitos autoinducidos después del consumo de alcohol. Las participantes que informaron haber tenido vómitos autoinducidos después del consumo de alcohol también informaron tener más sintomatología de bulimia nerviosa.
En Australia, un estudio de 2013 encuestó a 139 mujeres australianas de entre 18 y 29 años matriculadas en una carrera universitaria. Se les pidió a estas mujeres que completaran una encuesta sobre la alimentación compensatoria y las conductas en respuesta al consumo de alcohol para evaluar la sintomatología de la borrachera. En la muestra analizada, el 79% de las participantes demostraron tener una conducta característica de la alcohorexia. Un análisis más detallado de los resultados mostró que las normas sociales del consumo de alcohol y las normas sociales asociadas con la imagen corporal y la delgadez influían en gran medida en la motivación para estas conductas.
Otras investigaciones han demostrado que existe una correlación adicional entre los estudiantes universitarios que participan en actividades físicas y la dependencia del alcohol. Las personas que eran más activas físicamente que sus compañeros tenían una mayor tendencia a ser dependientes del alcohol o a beber en exceso con regularidad.El ejercicio excesivo a menudo se percibe como un síntoma de anorexia nerviosa y otros trastornos alimentarios asociados, lo que ejemplifica aún más la existencia de la alcohorexia, en particular en personas en edad universitaria.
Otro estudio encontró que había poca diferencia entre las tasas de alcohorexia entre estudiantes, no estudiantes y exestudiantes.

## Motivaciones
Las motivaciones detrás de la alcohorexia como patrón de conducta es uno de los aspectos menos comprendidos de la enfermedad. Se sospecha que los factores predominantes en el desarrollo de la alcohorexia son una autopercepción distorsionada congruente con estándares poco realistas de imagen corporal, presión de los compañeros para asimilarse a la norma en términos de consumo social de alcohol y estándares sociales de belleza, un mecanismo de afrontamiento contra la ansiedad y la depresión, y como un medio para intoxicarse rápidamente en respuesta al estrés o la presión de los compañeros.
Otras motivaciones para la alcohorexia incluyen: prevenir el aumento de peso, ahorrar dinero que se gastaría en comida para comprar alcohol y emborracharse más rápido.

## La alcohorexia como diagnóstico
Los trastornos coexistentes y que se retroalimentan entre sí por inanición y alcohol están ganando reconocimiento en los campos del diagnóstico dual, la psiquiatría y la adiccionología.